# Rhinatrematidae
Rhinatrematidae là một họ động vật lưỡng cư trong bộ Gymnophiona. Họ này có 11 loài.

## Phân loại học
Họ Rhinatrematidae gồm các chi loài sau:
- Chi Epicrionops, Boulenger, 1883
  - Epicrionops bicolor
  - Epicrionops columbianus
  - Epicrionops lativittatus
  - Epicrionops marmoratus
  - Epicrionops niger
  - Epicrionops parkeri
  - Epicrionops peruvianus
  - Epicrionops petersi
- Chi Rhinatrema, Duméril & Bibron, 1841
  - Rhinatrema bivittatum
  - Rhinatrema shiv[2]